# Clyde Leon
Clyde Leon (Laventille, 8 dicembre 1983 – 28 aprile 2021) è stato un calciatore trinidadiano, di ruolo centrocampista.